# Linh Cô Phù
Linh Cô Phù (灵姑浮, ? - 494 TCN) là danh tướng nước Việt cuối thời Xuân Thu, ông giữ chức Đại tư mã. Linh Cô Phù chính là người đã giết Ngô vương Hạp Lư trong trận Tuy Lý.

## Chặn đường tiến công của quân Ngô, giết được Ngô vương Hạp Lư
Năm 496 TCN, Việt hầu Doãn Thường qua đời, Câu Tiễn lên nối ngôi. Hạp Lư tận dụng thời cơ nhân lúc nước Việt đang có tang thì mang quân đến đánh, Câu Tiễn liền mang quân ra cự. Linh Cô Phù được phong Đại tư mã kiêm Thị vệ và cùng Câu Tiễn thống lĩnh đại quân. Hạp Lư dẫn quân xâm nhập vào lãnh thổ nước Việt và hai quân gặp nhau tại đất Tuy Lý (ngày nay là Gia Hưng, Chiết Giang). Câu Tiễn sai bắt lũ tội nhân vẫn đem theo trong quân, cả thảy ba trăm người rồi chia làm ba toán, đều để trần vai áo, lấy kiếm trỏ vào cổ và tiến sang chỗ quân Ngô, thét lên rồi tự đâm vào cổ. Quân Ngô đang mải nhìn thì Câu Tiễn thúc quân Việt thừa cơ đánh úp. Quân Ngô hoảng hốt, thành rối loạn. Câu Tiễn lại đem đại binh kéo đến, phía hữu có Chư Kế Dĩnh, phía tả có Linh Cô Phù xông thẳng vào quân Ngô. Linh Cô Phù trông thấy Hạp Lư, liền xách kích truy sát. Hạp Lư vội vàng bỏ chạy, Linh Cô Phù đuổi theo và dùng kích đánh Hạp Lư, chém đứt ngón cái của Hạp Lư và lấy được một chiếc giày của ông ta, may có tướng Chương Nghị đến mới cứu thoát được. Hạp Lư bị thương nặng, tức khắc rút quân. Linh Cô Phù lượm được chiếc giầy của Hạp Lư, liền đem về nộp Câu Tiễn.

## Phù Sai mang quân báo thù, Linh Cô Phù chết trận
Mùa xuân tháng 2 năm thứ 26 đời vua Chu Kính vương, Phù Sai sau ba năm để tang Hạp Lư liền cáo nhà thái miếu, rồi sai Ngũ Viên làm đại tướng, Bá Hi làm phó tướng, cử đại binh theo đường thủy qua Thái Hồ sang đánh nước Việt. Câu Tiễn họp triều thần lại để thương nghị. Quan đại phu Phạm Lãi khuyên Câu Tiễn tìm cách cố thủ nhưng ông không nghe và tự dẫn quân đón đánh quân Ngô ở Tiêu Sơn. Lúc mới giao chiến, quân Ngô hơi lùi. Quân Việt giết được hơn trăm người. Câu Tiễn thừa thắng tiến vào, đi được mấy dặm thì gặp đại binh của Phù Sai. Hai bên bày trận giao chiến. Phù Sai đứng ở mũi thuyền, tay cầm dùi đánh trống để đốc suất tướng sĩ. Tướng sĩ đều hăng hái hơn trước. Gặp có gió bắc nổi lên, sóng nổi dữ dội, Ngũ Viên và Bá Hi mỗi người ngồi một chiếc thuyền lớn, giương buồm thuận gió mà tiến. Quân Ngô đem cung nỏ bắn ra như mưa. Quân Việt ngược gió, không thể đương nổi, thua to bỏ chạy. Quân Ngô chia ba đường đuổi theo. Linh Cô Phù đắm thuyền mà chết, Tư Hãn (胥犴) cũng bị trúng tên mà chết. Vua Ngô thừa thắng đuổi theo, giết được quân Việt không biết bao nhiêu mà kể. Câu Tiễn chạy vào Cố Thành, quân Ngô vây kín mấy lần, khiến cho quân Việt không có đường lấy nước uống. Văn Chủng phải đem của hối lộ đút lót Bá Hi thì Phù Sai mới tha cho nước Việt.